# Ruta 617 (Costa Rica)
La Ruta 617, oficialmente Ruta Nacional Terciaria 617, es una ruta nacional de Costa Rica ubicada en la provincia de Puntarenas.

## Descripción
En la provincia de Puntarenas, la ruta atraviesa el cantón de Coto Brus (los distritos de Sabalito, Aguabuena).